# José de Leonissa
São José de Leonissa, O.F.M. Cap., (em italiano:  Giuseppe da Leonessa) (1556 - 4 de fevereiro de 1612) é um santo da Igreja Católica.

## Vida
Ele nasceu Eufranio Desiderio em Leonessa, uma pequena cidade então na Umbria, agora no Lazio. Diz-se que, desde muito jovem, ele demonstrou uma inclinação mental notavelmente religiosa; costumava erguer pequenos altares e passar muito tempo em oração diante deles, e freqüentemente reunia seus companheiros e os induzia a orar com ele.
Ainda menino, fazia a disciplina às sextas-feiras em companhia da Confraria do Santo Salvador. Foi educado por seu tio, que lhe planejara um casamento adequado, mas aos dezesseis anos adoeceu de febre e, ao se recuperar, sem consultar seu tutor, ingressou na reforma capuchinha da Ordem Franciscana. Fez o noviciado no convento de Carcerelle perto de Assis.
Como frade, ele se destacou por sua grande abstinência. "Irmão asno", dizia ao corpo, "não há necessidade de alimentá-lo como um nobre cavalo seria alimentado: você deve se contentar em ser um pobre asno." Em 1599, um ano antes do ano do Jubileu, ele jejuou o ano inteiro como preparação para obter a indulgência.

## Em Constantinopla
Em 1587 ele foi enviado pelo Ministro Geral de sua Ordem a Constantinopla para ministrar aos Cristãos mantidos cativos ali. Chegou lá ele e seus companheiros alojados no distrito de Galata em uma casa abandonada de monges beneditinos, na verdade o colégio São Benedito. A pobreza em que viviam os frades atraiu a atenção dos turcos, que iam em grande número ver os novos missionários. Ele foi muito solícito em ministrar aos cristãos cativos nas galés da marinha do Império Otomano. Todos os dias ele ia à cidade pregar, e por fim foi lançado na prisão e só foi libertado com a intervenção do agente veneziano.
Impelido pelo zelo, ele finalmente tentou entrar no palácio para pregar perante o sultão Murade III, mas foi preso e condenado à morte. Durante três dias ficou pendurado na forca, sustentado por dois ganchos cravados na mão e no pé direitos; suas lendas afirmam que ele foi então milagrosamente libertado por um anjo.

## Rertono à Itália
Retornando à Itália, ele levou consigo um arcebispo grego que havia apostatado e que se reconciliou com a Igreja ao chegarem a Roma. José agora começou a trabalhar em missões domésticas em sua província natal, às vezes pregando seis ou sete vezes por dia. No ano do jubileu de 1600, ele deu os sermões da Quaresma em Otricoli, uma cidade pela qual multidões de peregrinos passavam a caminho de Roma. Muitos deles sendo muito pobres, José fornecia-lhes alimentos; ele também lavou suas roupas e cortou seus cabelos. Em Todi, ele cultivava com suas próprias mãos uma horta, cuja produção era para os pobres.
Ele morreu em Amatrice em 1612.
Ele foi canonizado pelo Papa Bento XIV em 1746. Sua festa é celebrada no dia 4 de fevereiro, na Ordem Franciscana. Em sua cidade natal, existe uma igreja e santuário de San Giuseppe da Leonessa. A rua principal é chamada de Corso San Giuseppe, em homenagem a ele. A devoção a ele é principalmente local, na Itália central; igrejas em Otricoli e San Lorenzo Nuovo contêm pinturas dele.